# Ranunculus straussii
Ranunculus straussii är en ranunkelväxtart som beskrevs av Joseph Friedrich Nicolaus Bornmüller. Ranunculus straussii ingår i släktet ranunkler, och familjen ranunkelväxter. Inga underarter finns listade i Catalogue of Life.